# Collinson Ridge
Collinson Ridge ist ein unvereister Gebirgskamm in der antarktischen Ross Dependency. Im Königin-Maud-Gebirge ragt er unmittelbar nördlich des Halfmoon Bluff im nordwestlichen Teil der Cumulus Hills auf.
Der United States Geological Survey kartierte ihn anhand eigener Vermessungen und Luftaufnahmen der United States Navy aus den Jahren 1960 bis 1964. Das Advisory Committee on Antarctic Names benannte ihn 1971 nach dem US-amerikanischen Geologen James W. Collinson von der Ohio State University, der zwischen 1970 und 1971 geologische Untersuchungen im Gebiet dieses Gebirgskamms durchgeführt hatte.